# Viola (fodboldspiller)
 For alternative betydninger, se Viola. (Se også artikler, som begynder med Viola)
Paulo Sergio Rosa bedre kendt som Viola (født 1. januar 1969 i São Paulo, Brasilien) er en tidligere brasiliansk fodboldspiller (angriber).
Han spillede for blandt andet Corinthians, Santos FC, Palmeiras og Vasco da Gama samt spanske Valencia CF.

## Landshold
Viola spillede desuden ti kampe og scorede tre mål for Brasiliens landshold. Han var med på holdet der vandt guld ved VM i 1994 i USA. Han var dog kun på banen i én kamp. Det var til gengæld finalen mod Italien, hvor han blev skiftet ind halvvejs i den forlængede spilletid. Han deltog også ved Copa América i 1993.